# 18 mars 2007
Le dimanche 18 mars 2007 est le 77e jour de l'année 2007.

## Décès
- Bob Woolmer (né le 14 mai 1948), joueur, entraîneur et commentateur anglais de cricket
- Trude Sojka (née le 9 décembre 1909), peintre et sculptrice tchèque et équatorienne

## Autres événements
- Finlande : les élections législatives voient la courte victoire du Parti du centre et une forte poussée des conservateurs.
- arrestation au Brésil de Cesare Battisti, activiste politique italien reconverti en écrivain, condamné pour acte de terrorisme en Italie.
- Fin de la coupe du monde de ski alpin 2007
- Coupe d'Europe hivernale des lancers 2007 en Ukraine
- Fin de la coupe du monde B de combiné nordique 2007 et de la Coupe du monde de combiné nordique 2006-2007
- Ouverture du premier Disney Artist à Gurgaon, banlieue de New Delhi
- Grand Prix automobile d'Australie 2007 à Melbourne
- 13e cérémonie des Chlotrudis Awards
- Élection des conseillers nationaux au Mali 2007
- Finale du tournoi de tennis d'Indian Wells (WTA 2007)
- Arrivée du Paris-Nice 2007
- Fin du tournoi des Six Nations féminin 2007
- Fin de la coupe du monde de snowboard 2006-2007
- Fin du challenge de France féminin 2006-2007
- Diffusion aux États-Unis du téléfilm canadien Une sœur dangereuse
- Première édition du marathon de Tokyo
- Fin du championnat de France de floorball D1 2006-2007